# Prodigal Sunn
Prodigal Sunn (wł. Lamar Ruff, Brooklyn, Nowy Jork) – amerykański raper, członek grupy Sunz of Man, powiązany z Wu-Tang Clan. W Polsce wziął udział w produkcji rapera Gorzkiego "HIT Rappers", obok Snoop Dogga, Kurtisa Blowa, Curtisa Younga, Kokane, PMD i innych.

## Dyskografia

### Albumy solowe
- Return of the Prodigal Sunn (2005)

### z Sunz of Man
- The Last Shall Be First (1998)
- Saviorz Day (2003)